# Песан (Жер)
Песа́н (фр. Pessan) — коммуна во Франции, находится в регионе Юг — Пиренеи. Департамент — Жер. Входит в состав кантона Ош-Сюд-Эст-Сесан. Округ коммуны — Ош.
Код INSEE коммуны — 32312.

## География
Коммуна расположена приблизительно в 600 км к югу от Парижа, в 65 км западнее Тулузы, в 6 км к юго-востоку от Оша.
По территории коммуны протекает река Арсон.

## Климат
Климат умеренно-океанический. Лето жаркое и немного дождливое, температура часто превышает 35 °С. Зимой часто бывает отрицательная температура и ночные заморозки. Годовое количество осадков — 700—900 мм.

## Население
Население коммуны на 2010 год составляло 700 человек.
| 1962 | 1968 | 1975 | 1982 | 1990 | 1999 | 2010 |
| ---- | ---- | ---- | ---- | ---- | ---- | ---- |
| 434  | 422  | 524  | 604  | 660  | 636  | 700  |

## Администрация
| Период | Период | Фамилия | Партия        | Примечания |
| ------ | ------ | ------- | ------------- | ---------- |
| 1995   | 2020   | Жак Сер | Разные правые | фермер     |

## Экономика
В 2010 году среди 434 человек трудоспособного возраста (15-64 лет) 309 были экономически активными, 125 — неактивными (показатель активности — 71,2 %, в 1999 году было 76,3 %). Из 309 активных жителей работали 292 человека (159 мужчин и 133 женщины), безработных было 17 (7 мужчин и 10 женщин). Среди 125 неактивных 37 человек были учениками или студентами, 63 — пенсионерами, 25 были неактивными по другим причинам.

## Достопримечательности
- Церковь Св. Архангела Михаила (XII век). Исторический памятник с 1960 года[4]
- Укреплённые городские ворота (XIII век). Исторический памятник с 1973 года[5]

## Фотогалерея

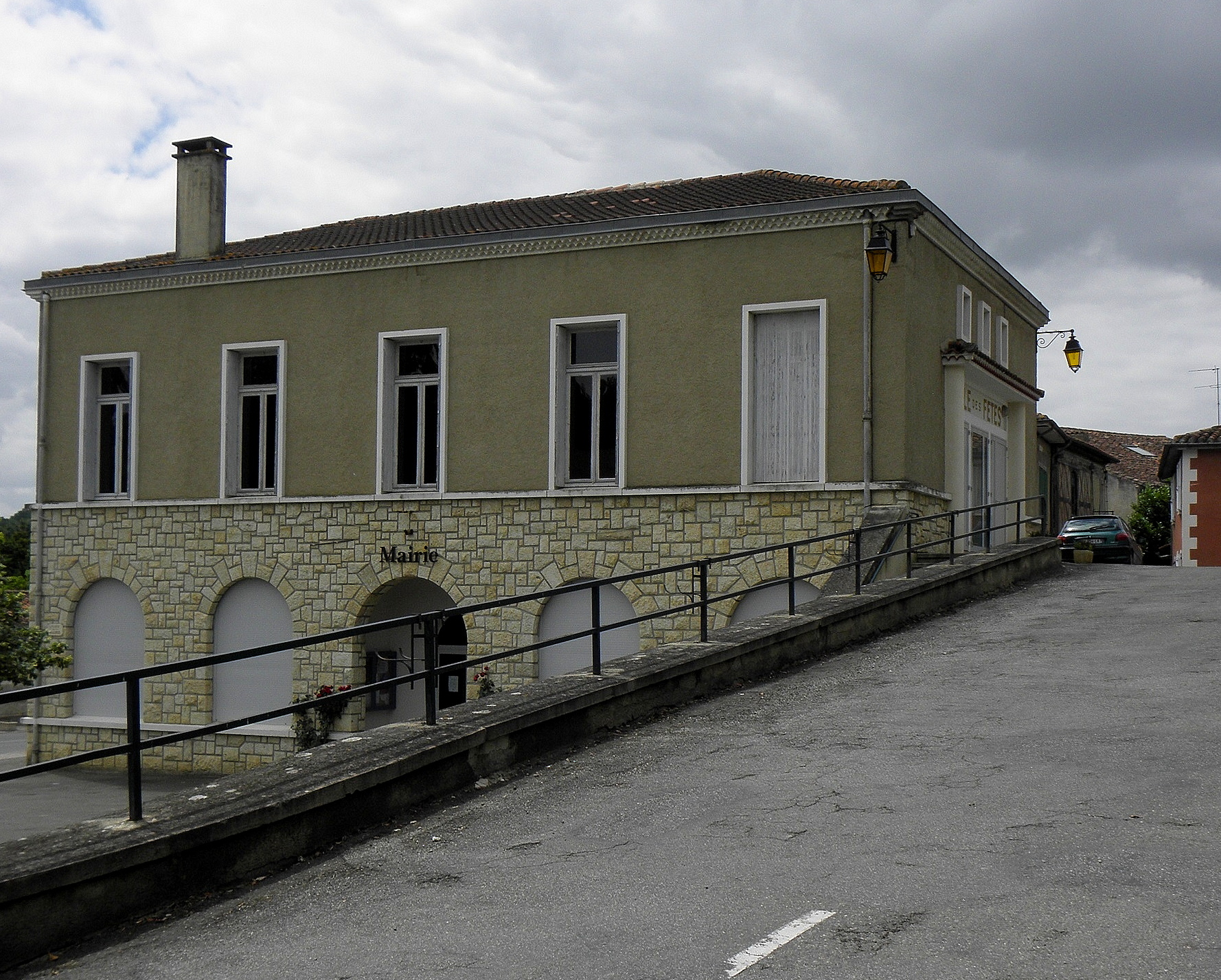
Мэрия
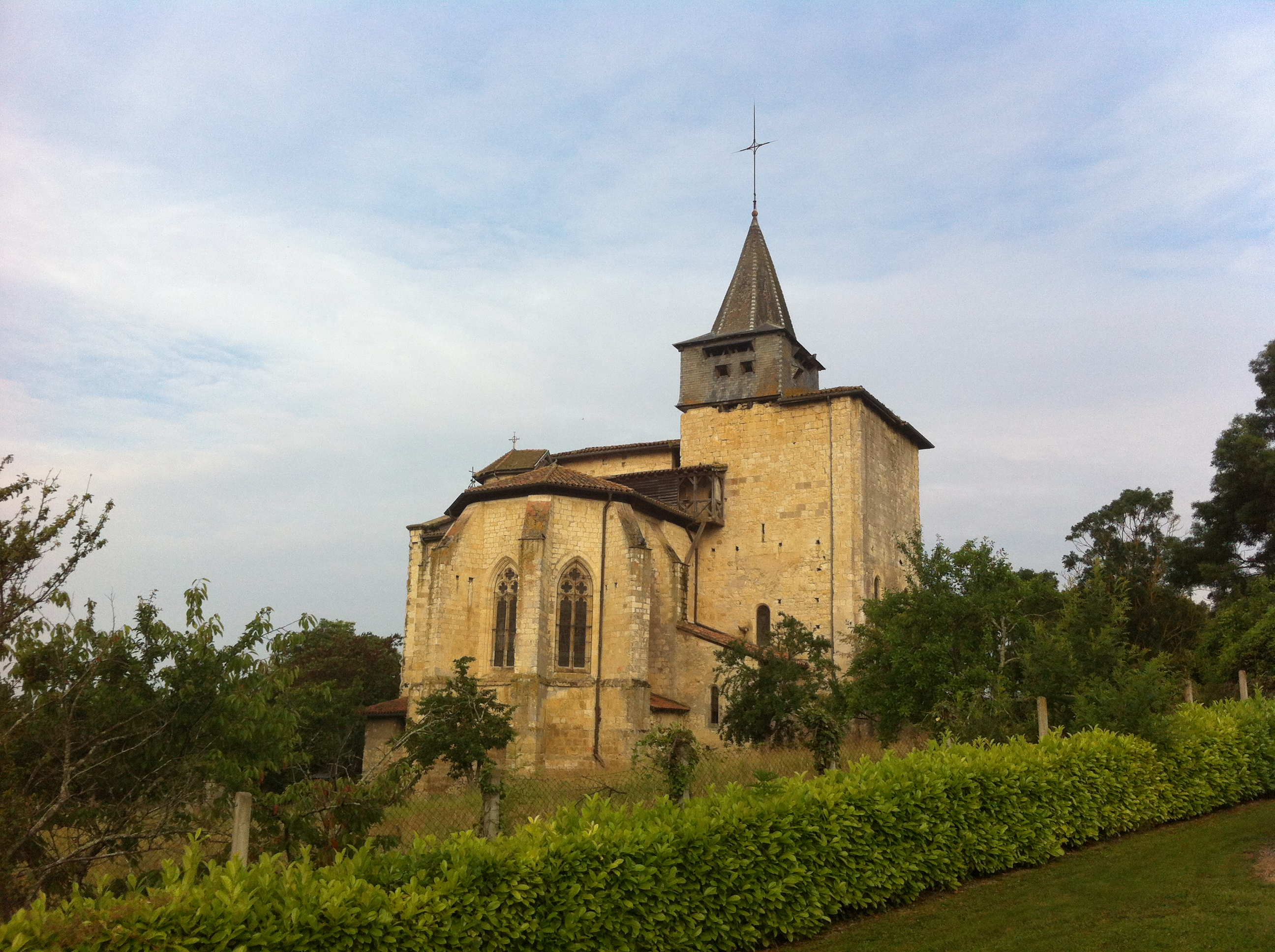
Церковь Св. Архангела Михаила
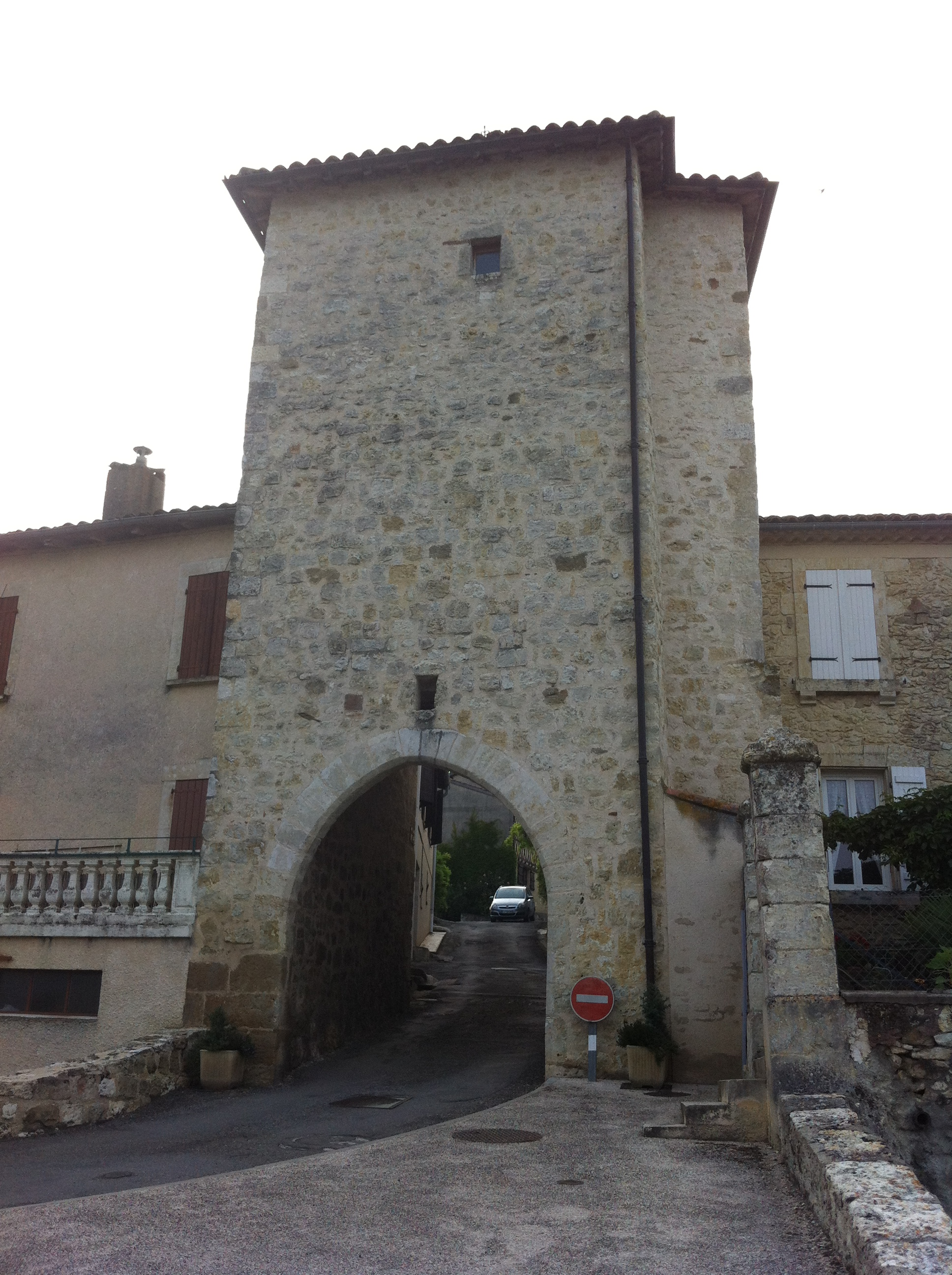
Городские ворота
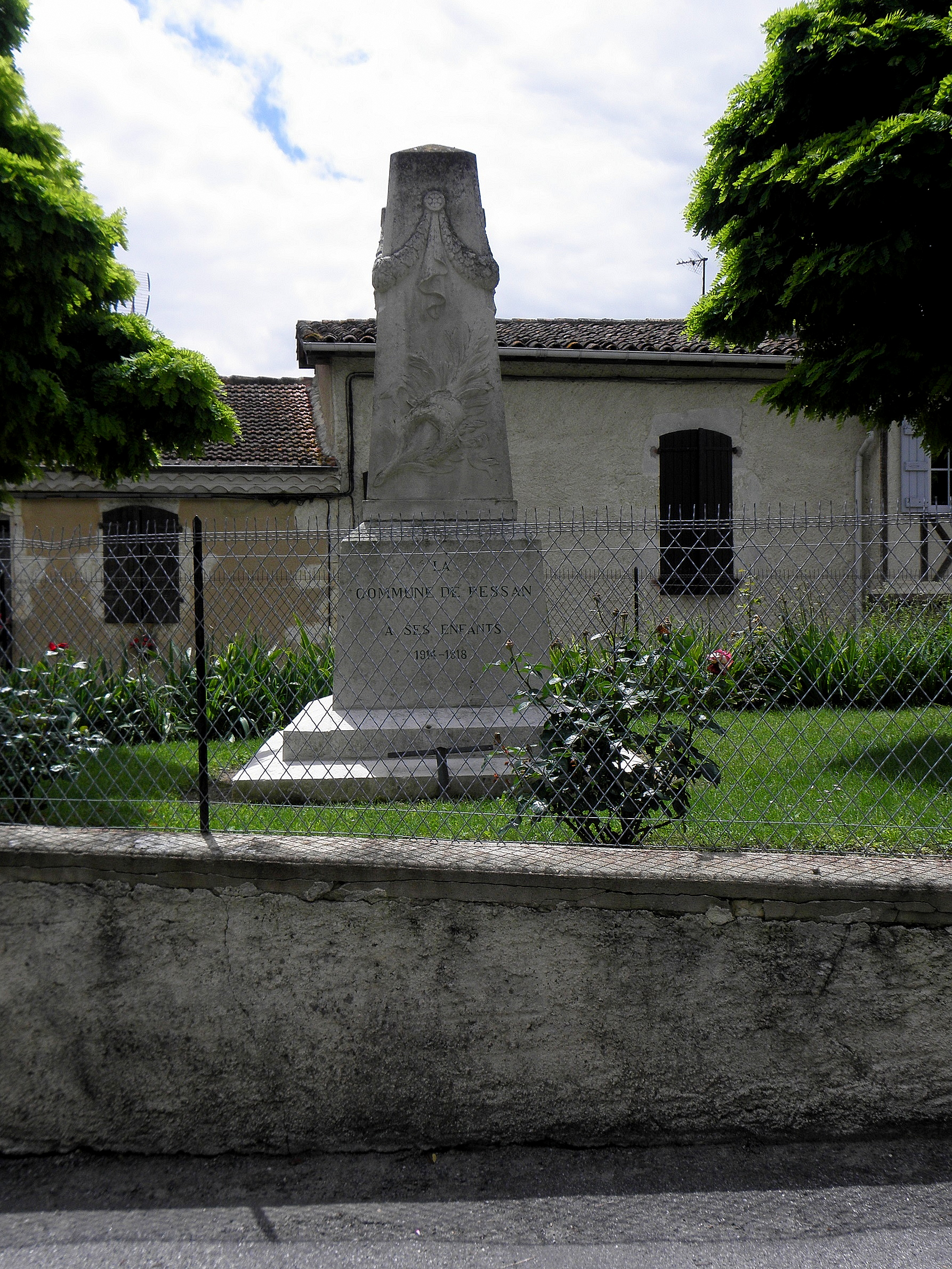
Военный мемориал
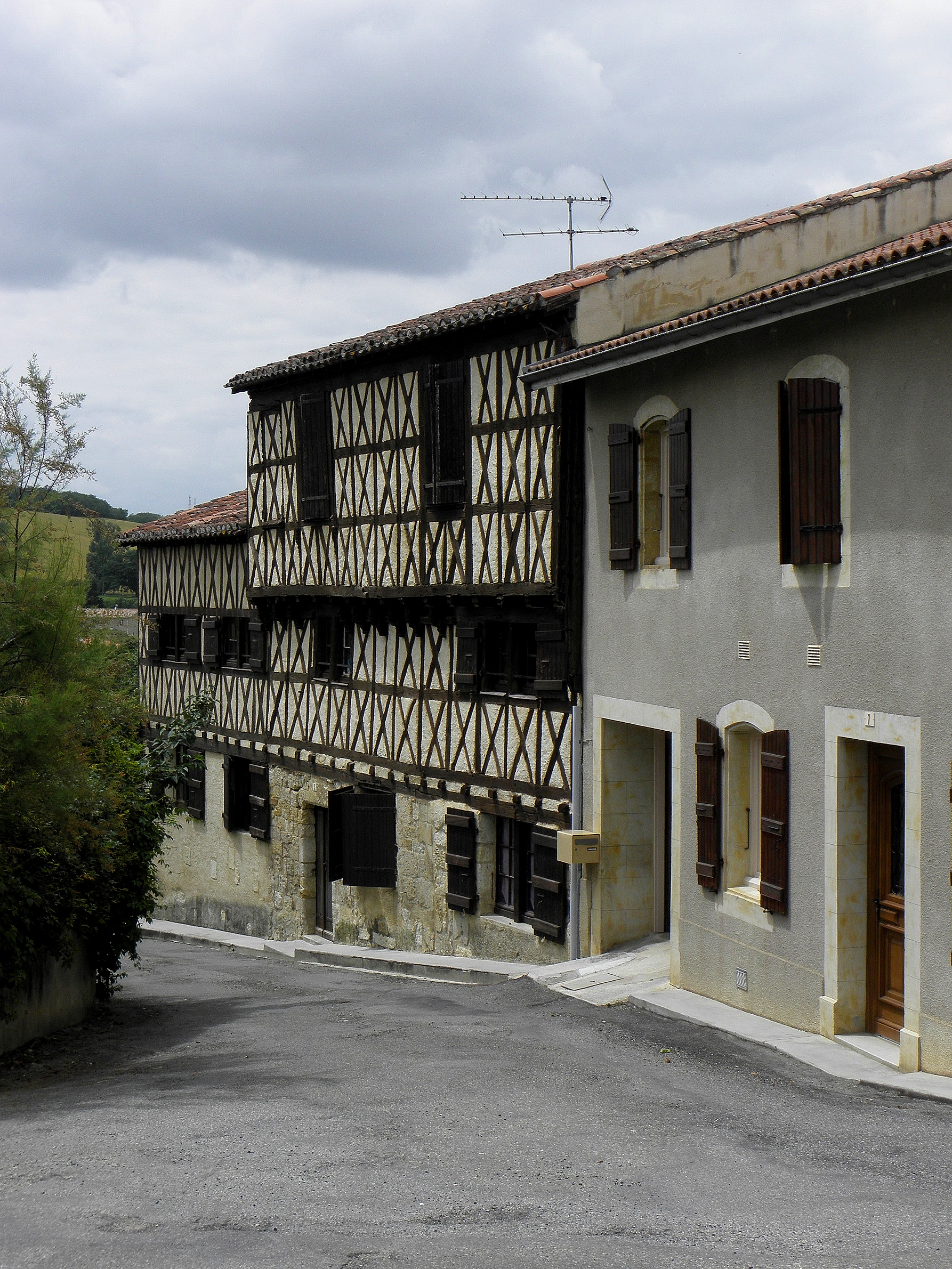
Старый дом
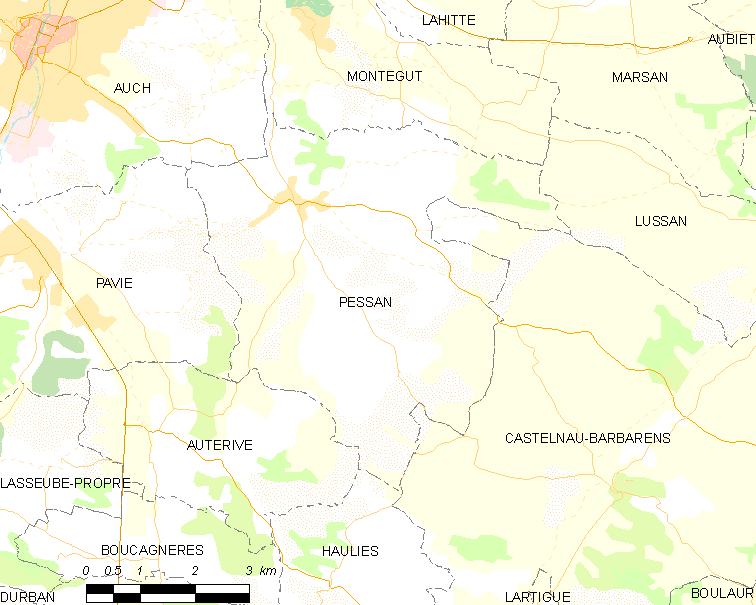
Карта коммуны